# قهرمان عصر ما
قهرمان عصر ما (به روسی: Герой нашего времени) نام یک کتاب ادبی است که توسط میخائیل لرمونتوف، نویسندهٔ اهل روسیه نوشته شده‌است.